# Maître aux banderoles

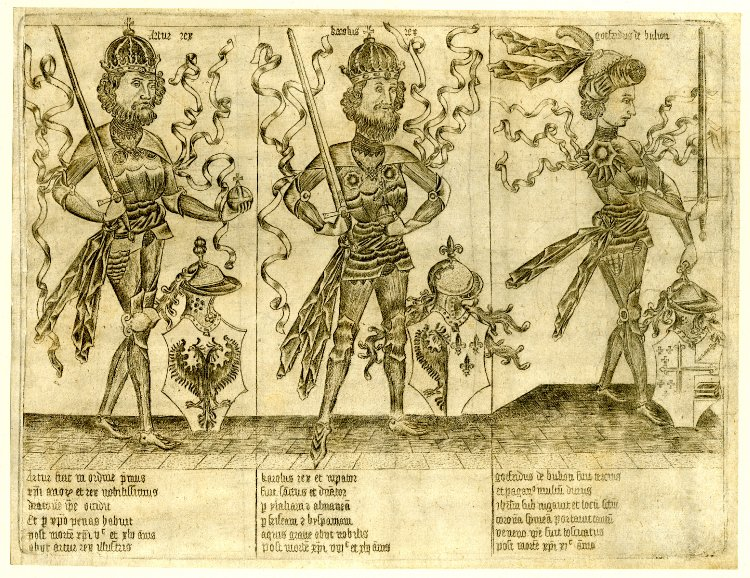
Maître aux banderoles : le roi Arthur, Charlemagne et Godefroy de Bouillon.

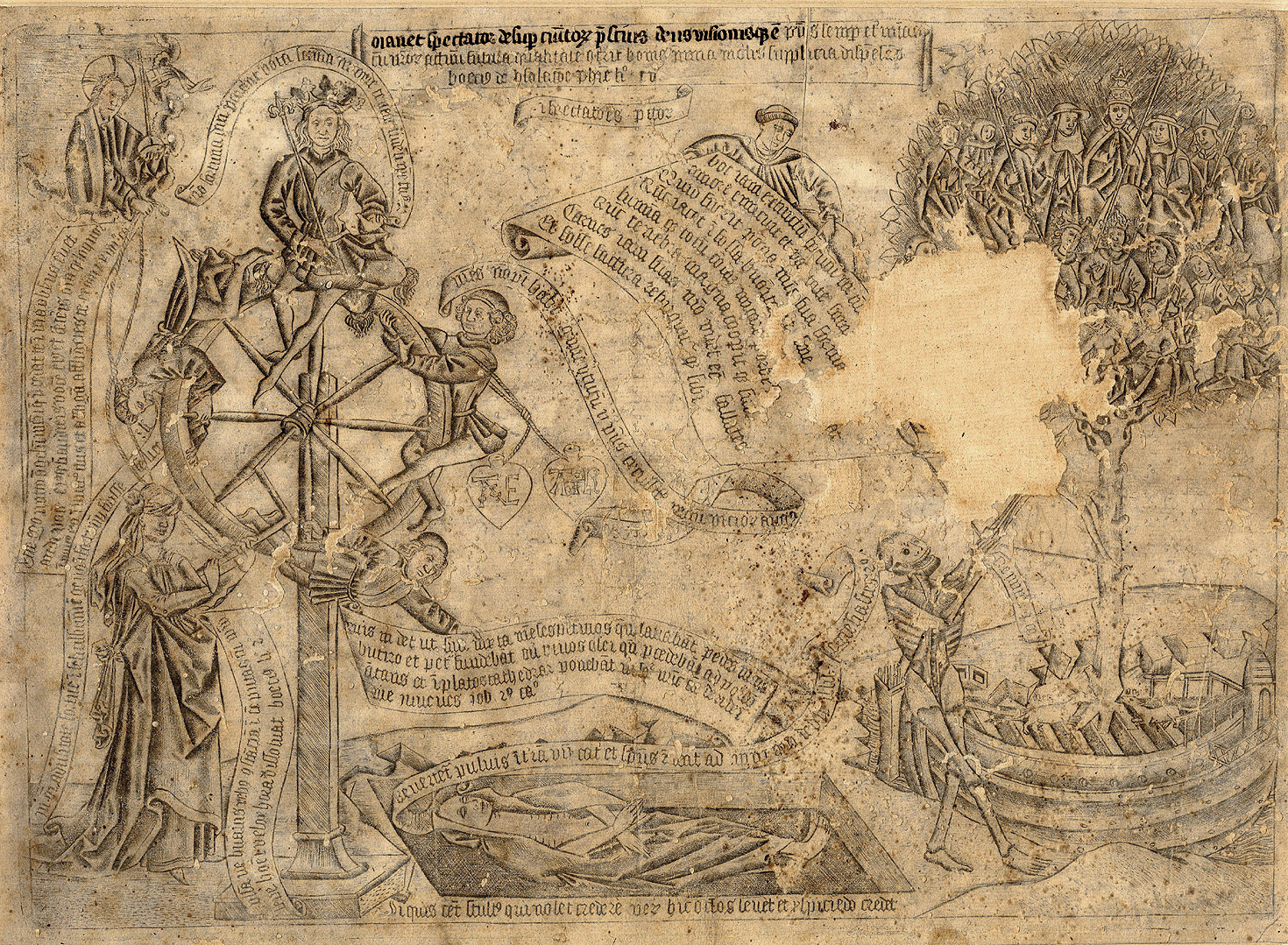
Maître aux banderoles : La roue de la Fortune.

Le Maître aux banderoles (ou Maître des banderoles, Maître de 1464 ou Maître des Jours de la Création  ; en allemand : Meister mit den Bandrollen, en anglais : Master with the Banderoles) est un maître anonyme graveur sur cuivre vers 1450-1475, peut-être dans le nord des Pays-Bas — ou allemand et actif de 1460 à 1467, selon le Bénézit. 

## Appellation
Le Maître aux banderoles tient son nom de convention des banderoles (en allemand : Bandrollen, littéralement « rouleaux de ruban ») avec lesquelles il ornait ses gravures et où figurent des inscriptions en latin en écriture gothique. Ces banderoles sortent de la bouche des personnages représentés,. Quelques-unes de ses œuvres ont été au départ attribuées au Meister der Weibermacht.

## Origine
Le Maître aux banderoles est peut-être originaire de Flandre, quelques-unes des œuvres qui lui sont attribuées contenant des citations en néerlandais.

## Gravures
On lui attribue environ 130 œuvres. Elles sont conservées par exemple au British Museum à Londres. Il s'agit souvent de copies d'œuvres effectuées par d'autres artistes, dont le « Maître des Cartes à jouer » (autre artiste anonyme), le Maître E. S., Stephan Lochner, Rogier van der Weyden et d'autres. Son œuvre n'est pas systématiquement considérée comme d'une haute qualité artistique. Le Bénézit lui attribue environ 58 estampes, le qualifie lui aussi de copiste du Maître E. S. en mentionnant la série des Apôtres, Les jours de la création, Un alphabet (d'après un alphabet xylographique de 1464), Jugement de Pâris et Roue de la Fortune.